# Abbazia d'Igny
L'abbazia Notre-Dame d'Igny, situata poco a ovest di Reims, nel comune di Arcis-le-Ponsart, è un'abbazia cistercense fondata nel 1128 su richiesta del vescovo di Reims.

## Storia
L'abbazia conobbe un periodo iniziale di grande floridità, grazie anche alla protezione di nobili e sovrani. Nel Trecento, però, subentrò un periodo di estrema miseria, in concomitanza con la Guerra dei Cento Anni. Nel Cinquecento e nel Seicento fu addirittura saccheggiata, prima dagli Ugonotti nel corso delle guerre di religione, poi dagli Spagnoli durante la Guerra dei Trent'Anni. Il numero di monaci si ridusse vistosamente: 9 nel 1653, solo 5 nel 1741.
Infine, nel 1791, con la Rivoluzione francese, l'abbazia fu soppressa e i suoi possedimenti dispersi. 

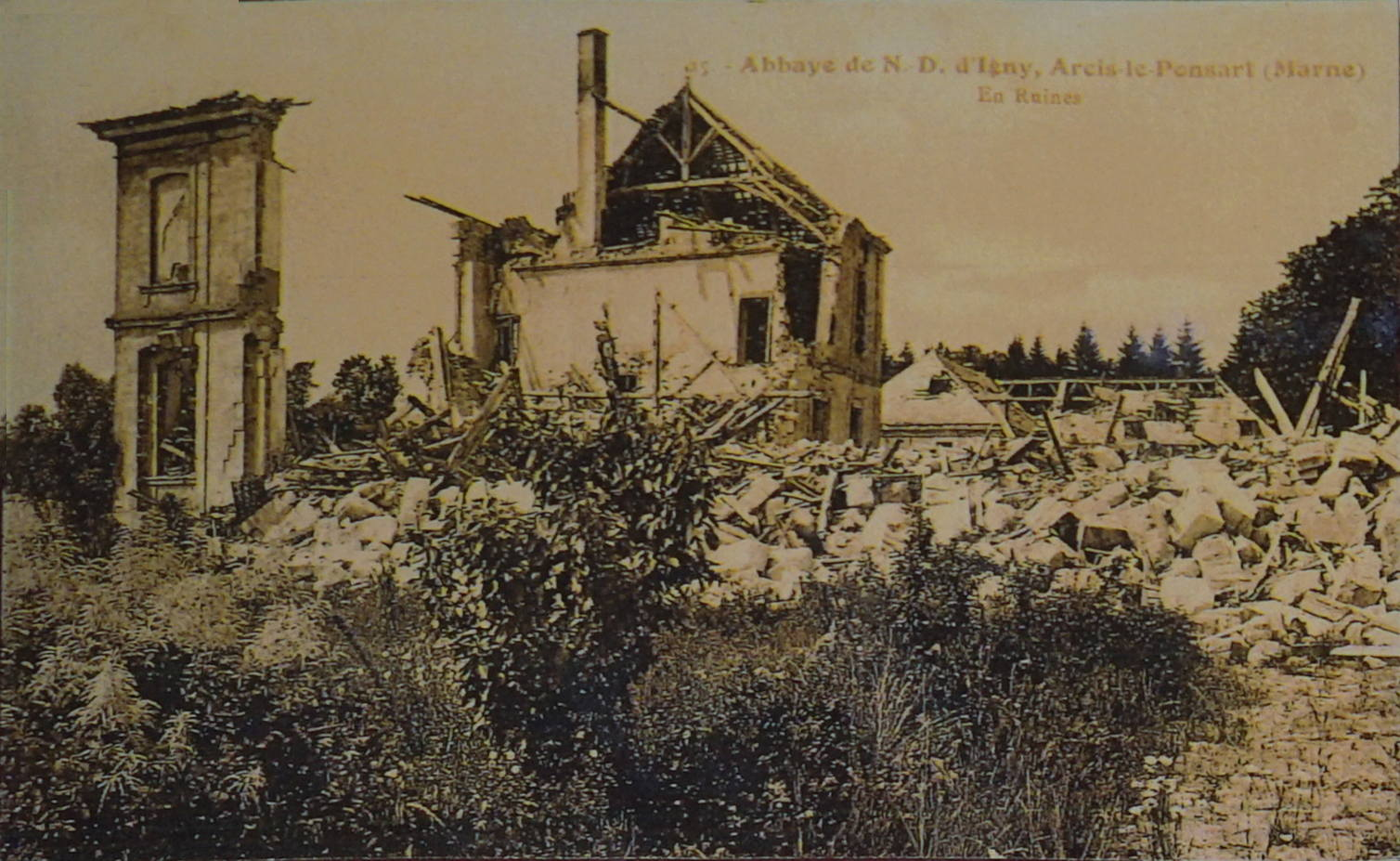
l'Abbazia nel 1918, ormai distrutta

Solo nel 1875 l'arcivescovo di Reims riuscì a ricomprare buona parte degli edifici rimasti; l'anno seguente la chiesa fu riconsacrata e avvenne il ritorno di un gruppo di monaci, ma trascorsero altri dieci anni prima che il complesso riprendesse il titolo ufficiale di abbazia.
Le vicissitudini del complesso non erano però finite. Nel 1918, quasi al termine della prima guerra mondiale, i tedeschi in ritirata fecero saltare l'abbazia. 
Questa fu ricostruita nel 1929 e da allora è occupata da un gruppo di suore cistercensi.